# Casey Janssen
Pour les articles homonymes, voir Janssen.
Robert Casey Janssen (né le 17 septembre 1981 à Orange, Californie, États-Unis) est un lanceur de relève droitier de la Ligue majeure de baseball. 

## Carrière

### Blue Jays de Toronto
Étudiant à UCLA où il porte les couleurs des Bruins, Casey Janssen est repêché le 7 juin 2004 par les Blue Jays de Toronto après avoir repoussé une offre des Orioles de Baltimore un an plus tôt. 
Il débute en Ligue majeure le 27 avril 2006. Lanceur partant à ses débuts, il est rapidement converti en lanceur de relève. Il se distingue dans ce rôle pour les Blue Jays en 2007 avec une moyenne de points mérités de seulement 2,35 en 70 sorties et 72 manches et deux tiers lancées.
Blessé, il manque la totalité de la saison 2008. Après une saison 2009 sans histoire (moyenne de 5,85 en 40 manches lancées), il remporte cinq victoires contre deux défaites en 2010 avec une moyenne de 3,67 en 68 manches et deux tiers au monticule.
En 2011, Janssen remporte ses six décisions sans jamais encaisser de défaite. Sa moyenne de points mérités est de plus excellente : 2,26 en 55 manches et deux tiers lancées. 
Il enchaîne deux autres bonnes saisons. En 2012, sa moyenne de points mérités s'élève à 2,54 en 63 manches et deux tiers lancées lors de 62 sorties. En 56 apparitions en relève en 2013, il maintient une moyenne de 2,56 en 52 manches et deux tiers, avec quatre victoires et une seule défaite.
Après avoir retiré en moyenne 9,5 frappeurs adverses sur des prises par 9 manches lancées en 2012 puis 8,5 en moyenne en 2013, Janssen voit ce ratio passer à seulement 5,5 en 2014, sa dernière année de contrat avec les Jays. Sa moyenne de points mérités est cette année-là sa plus élevée depuis qu'il lance en relève : 3,94 en 45 manches et deux tiers lancées. Il apparaît dans 50 matchs, remporte 3 victoires et encaisse 3 défaites. 

### Nationals de Washington
Le 2 février 2015, Janssen signe un contrat de 5 millions de dollars pour un an avec les Nationals de Washington. Le contrat contient la possibilité d'une seconde saison à 7 millions de dollars, mais les Nationals paient 1,5 million pour mettre fin à l'entente après 2015.
Sa moyenne de points mérités s'élève à 4,95 en 40 manches lancées au cours d'une saison 2015 qui laisse à désirer avec les Nationals. Ces derniers renoncent 

### Padres de San Diego
Après une mauvaise saison 2015 à Washington, Janssen ne peut réclamer mieux qu'un contrat des ligues mineures, qu'il reçoit le 20 février 2016 des Padres de San Diego. Il est cependant libéré de son contrat le 24 mars 2016, à une semaine et demie du début de la nouvelle saison.